# Minias (rey)

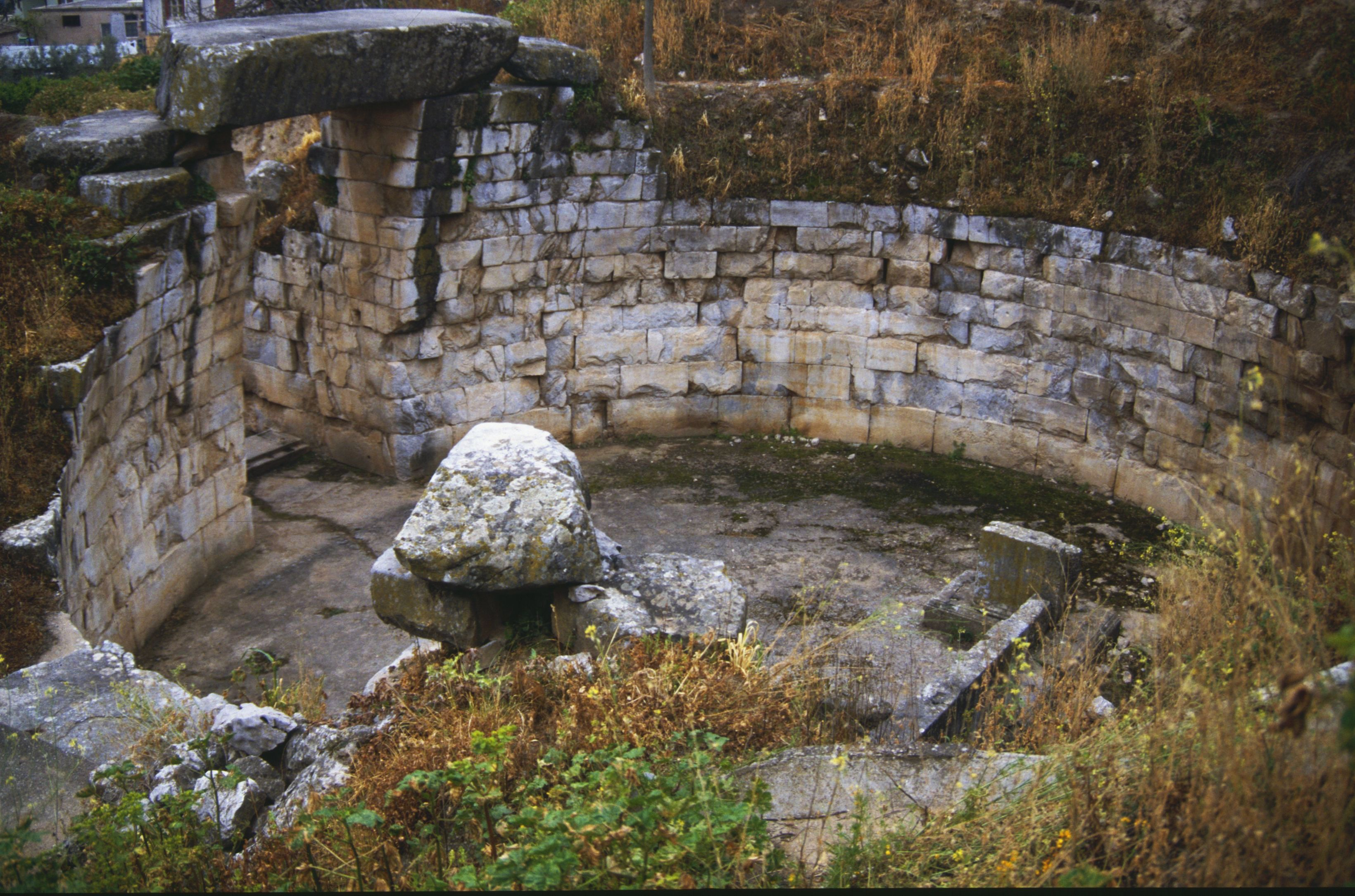
Tesoro de Minias. Abril 1991 en Orcómeno (Beocia, Grecia).

En la mitología griega, Minias, Minia o Minio (en griego: Μινύας, Minýas) fue un rey de Orcómeno, y su fundador según Apolonio de Rodas. Como ancestro y epónimo de los minias, un buen número de genealogías beocias afirman descender de él. Además, de algunas de sus hijas descendían la mayor parte de los argonautas. Según Pausanias, «Minias tenía tales ingresos que aventajó en riqueza a sus predecesores. Fue el primero de los hombres que conocemos que construyó un tesoro para acoger sus riquezas». El tesoro de Minias, una maravilla no inferior a ninguna de las de Grecia ni de otros lugares, está hecho de piedra, su forma es redonda y su parte superior no se eleva excesivamente en punta. Dicen que la piedra que está más arriba es la piedra angular de toda la construcción. Las ruinas de esta construcción  monumental todavía se conservan en la actualidad. De los hijos de Minias sólo hay unanimidad en dos de ellos. Su hijo fue Orcómeno y en tiempos de este rey la ciudad fue llamada Orcómeno y sus habitantes orcomenios. Su hija fue Clímene se desposó con un célebre héroe, y por eso a los argonautas los llaman ‘minias’.  A Minias se le llama Eólida, por lo que cabe la posibilidad de que se trate de uno de los siete hijos de Eolo y Enárete, como alega West. La ascendencia, descendencia y esposa de Minias varían muchísimo dependiendo de la fuente, pues nunca hubo una tradición muy fuerte al respecto. La versión más extendida lo imagina como un hijo de Poseidón o bien está ubicado en la familia de Sísifo, hijo de Eolo.

### Ascendencia
En muchas fuentes su padre es Poseidón pero la consorte de este y madre de Minias varía, pudiendo ser Tritogenia, hija de Eolo; o Hermipe, hija de Beoto; o Crisógone, hija de Almo; o Calírroe, hija de Océano.
Otras variantes vinculan a Minias con la familia de Sísifo. Así unos dicen que Sísifo fue su padre. O que Minias es hijo de Poseidón y Crisógone, hija de Almo, hijo de Sísifo. Apolonio llama a Minias Eólida, esto es, hijo de Eolo, pero el escolio nos aclara que es Eólida porque desciende de Eolo en esta sucesión: Eolo - Sísifo - Almo - Crisógona (y Poseidón) - Minias. Pausanias dice que Crises fue el padre de Minias, y que Crises eran hijo de Crisogenea, hija de Almo, y de Poseidón.
Otros vinculan a Minias con la familia orcomenia. Por ejemplo, se nos dicen que Eteocles fue padre de Orcómeno y Minias. O bien Orcómeno es hijo de Zeus y la Danaide Isónoe y padre putativo de Minias, a quien engendró su esposa Hermipe con Poseidón. O que Minias es hijo de Orcómeno (y no su padre).  O hijo de Tésalo, el fundador de Tesalónica.  Finalmente otros más dicen que Minias era hijo de Ares o de Áleo.

### Descendencia y consortes
La consorte de Minias fue según Grimal, Eurianasa, hija de Hiperfante; o, según Tzetzes, Tritogenia, hija de Eolo, aunque otra fuente nos dice que Tritogenia fue su madre por Poseidón. William Smith cuenta hasta tres consortes de Minias: Tritolenia (acaso la misma que Tritogenia), Clitodora y Fanosira. Eurianasa fue la madre de Clímene; Clitodora, aunque dudosamente, lo fue de Presbón, Eteoclímene y Periclímene; y de la misma manera, dudosamente, Fanosira fue madre de Orcómeno, Dioctondas y Atamante. De Fanosira se dice hija de Peón.
Homero nos dice que Cloris, la esposa de Neleo, «fue la hija más joven de Anfión Yásida, el que un tiempo tuvo el poder en Orcómeno, ciudad de los minias». Ferécides dice que este Yaso era hijo de Perséfone (sic.), una hija de Minias. Otro Yaso, hijo del Licurgo arcadio, se desposó con Clímene, hija de Minias, y engendró a Atalanta.
Cipariso, epónimo de Cipariso, ciudad citada en el catálogo de naves, es citado como hijo de Minias. En un escolio se nos citan tres hijos de Minias: Dictondas (Διοχθώνδας, un mero hápax), Presbón y Atamante. Pero de Presbón se suele decir que es hijo de Frixo, y Atamante de Eolo; lo que queda claro es que estos tres hijos de Minias sirven como enlace genealógico para justificar la saga de los argonautas. La fórmula épica «Orcómeno Minieo» dio como resultado que unas veces Minias sea padre de Orcómeno y otras Orcómeno sea padre de Minias.
En cuanto a las hijas, fama es que hija de Minias fue Clímene, y que sus variantes gráficas son Periclímene y Eteoclímene, aunque en un escolio se nos dice que Eteoclímene y Periclímene son hermanas. Estesícoro opina que Eteoclímene fue la madre de Jasón e Higino que Pericímene fue madre de Admeto por Feres. También se cita a Élara, la madre de Ticio, ora hija de Minias, ora de Orcómeno. Célebres (o infames, dependiendo de cómo se mire) fueron las Miníades, unas hacendosas hijas de Minias que sucumbieron al frenesí báquico y cometieron atrocidades. Se llaman Leucipe, Arsipe y Alcátoe, o Leucipe, Arsipe y Alcítoe, o bien Alcítoe y Leucónoe (aunque hay más innominadas) o puede que Leucipa, Arsinoe y Alcátoe.